# Save the Last Dance 2
Save the Last Dance 2 är en amerikansk romantisk dramatisk dansfilm från 2006 i regi av David Petrarca. Filmen är uppföljare till filmen Save the Last Dance

## Handling
Filmen fortsätter handlingen om Sara (nu spelad av Izabella Miko) som drömmer att få bli ballerina. Hon kommer in på Julliard och tar språnget in i vuxenvärlden när hon tvingas välja mellan karriären och kärleken.

## Rollista
- Izabella Miko - Sara Johnson
- Columbus Short - Miles Sultana
- Jacqueline Bisset - Monique Delacroix
- Aubrey Dollar - Zoe
- Ian Brennan - Franz
- Maria Brooks - Katrina
- Tracey Armstrong - Candy
- Seana McKenna - Simone Eldair
- Cameron Wiley - Dancer
- Ne-Yo - Mixx

## Soundtrack
1. Dance Floor - T-Pain
2. Clap for That - Noel feat. Ghostface Killah
3. Watch You Dance - Ne-Yo
4. Just My Thang - Ryan Toby
5. The Hotness - Rihanna feat. Shontelle
6. Dance Alone - Debreca
7. It’s On You - Joe
8. Kiss Me - Cassie
9. All I Need - Jalen
10. Feel Beautiful - Ruben Studdard
11. You and Me - Candace Jones
12. Bridging the Gap - Boxie
13. Escape - Jaiden